# بحر المذهب (كتاب)
بحر المذهب للإمام القاضي أبي المحاسن عبد الواحد بن إسماعيل الرّوياني (ت 502هـ) أحد أمهات كتب الفقه في المذهب الشافعي على طريقة العراقيين، ألفه الروياني في آخر حياته وجمع فيه زبدة علمه الكبير في الفقه، وهو عبارة عن شرح لمختصر المزني صاحب الإمام الشافعي.
قال أبو عمرو بن الصلاح: «هو [أي الروياني] في «البحر» كثير النقل، قليل التصرف والتزييف والترجيح، وفعل في الحلية ضد ذلك، فإنه أمعن في الاختيار حتى اختار كثيرًا من مذاهب العلماء غير الشافعي».
وقال ابن كثير الدمشقي: «صَنَّفَ كُتُبًا فِي الْمَذْهَبِ، مِنْ ذَلِكَ الْبَحْرُ فِي الْفُرُوعِ، وَهُوَ حَافِلٌ كَامِلٌ شَامِلٌ لِلْغَرَائِبِ وَغَيْرِهَا، وَفِي الْمَثَلِ: «حَدِّثْ عَنِ الْبَحْرِ وَلَا حَرَجَ»، وَكَانَ يَقُولُ: لَوِ احْتَرَقَتْ كُتُبُ الشَّافِعِيِّ أَمْلَيْتُهَا مِنْ حِفْظِي».
وقال تاج الدين السبكي: «وَمن تصانيفه الْبَحْر، وَهُوَ وَإِن كَانَ من أوسع كتب الْمَذْهَب إِلَّا أَنه عبارَة عَن حاوي الْمَاوَرْدِيّ مَعَ فروع تلقاها الرَّوْيَانِيّ عَن أَبِيه وجده ومسائل أخر، فَهُوَ أَكثر من الْحَاوِي فروعاً وَإِن كَانَ الْحَاوِي أحسن ترتيباً وأوضح تهذيباً».
وقال شمس الدين الذهبي: «وَلَهُ كِتَاب «البَحْر» فِي المَذْهَب، طويلٌ جِدّاً، غزِيْرُ الفَوَائِد».
وقال ياقوت الحموي: «وصنف في الفقه كتاباً كبيراً عظيماً سماه البحر، رأيت جماعةً من فقهاء خراسان يفضلونه على كل ما صُنف في مذهب الشافعي».
وقال الروياني في مقدمة الكتاب: